# Rutenii din România

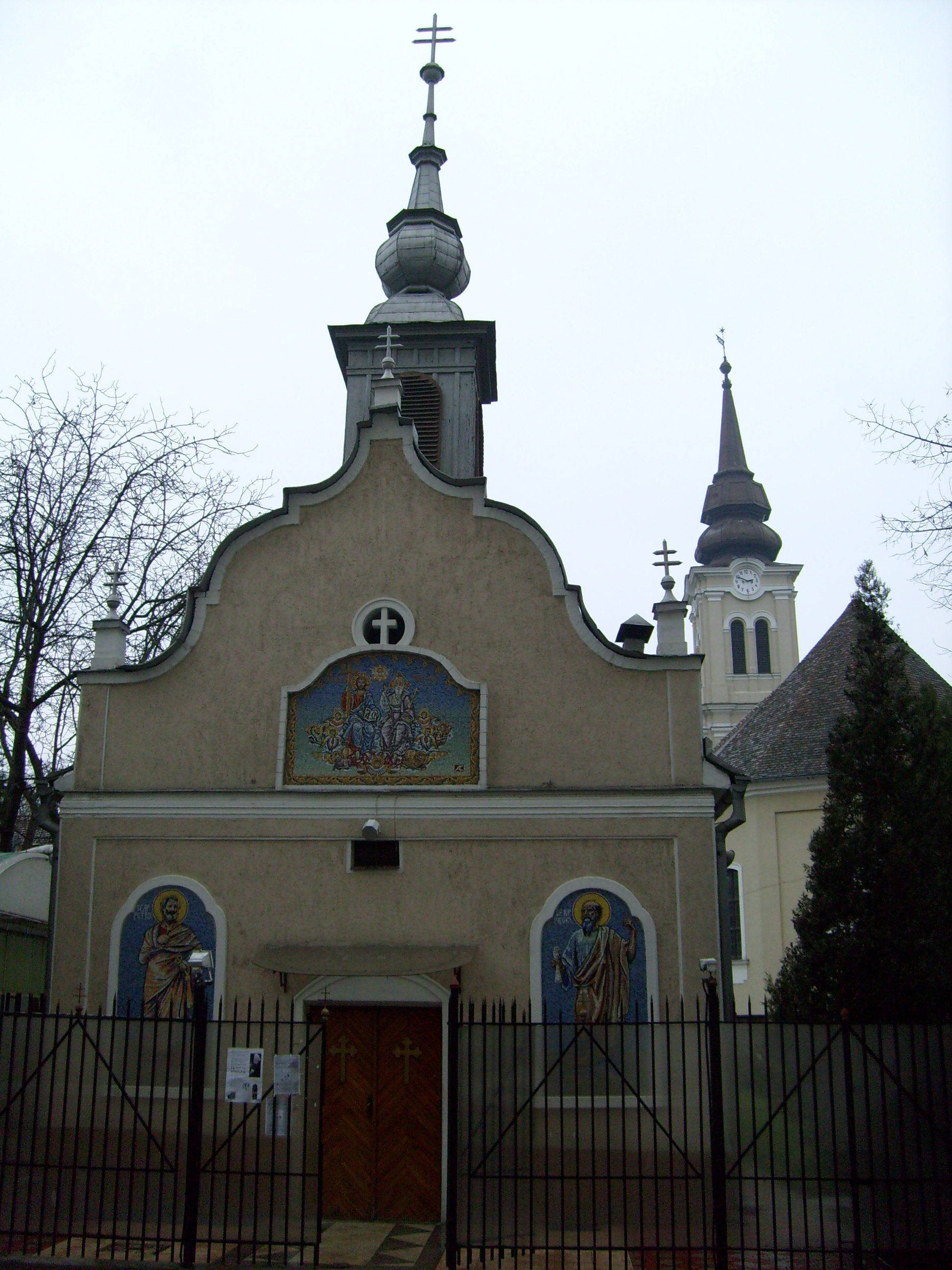
Biserica ruteană din Oradea (ocupată din 1948 de o parohie ortodoxă română)

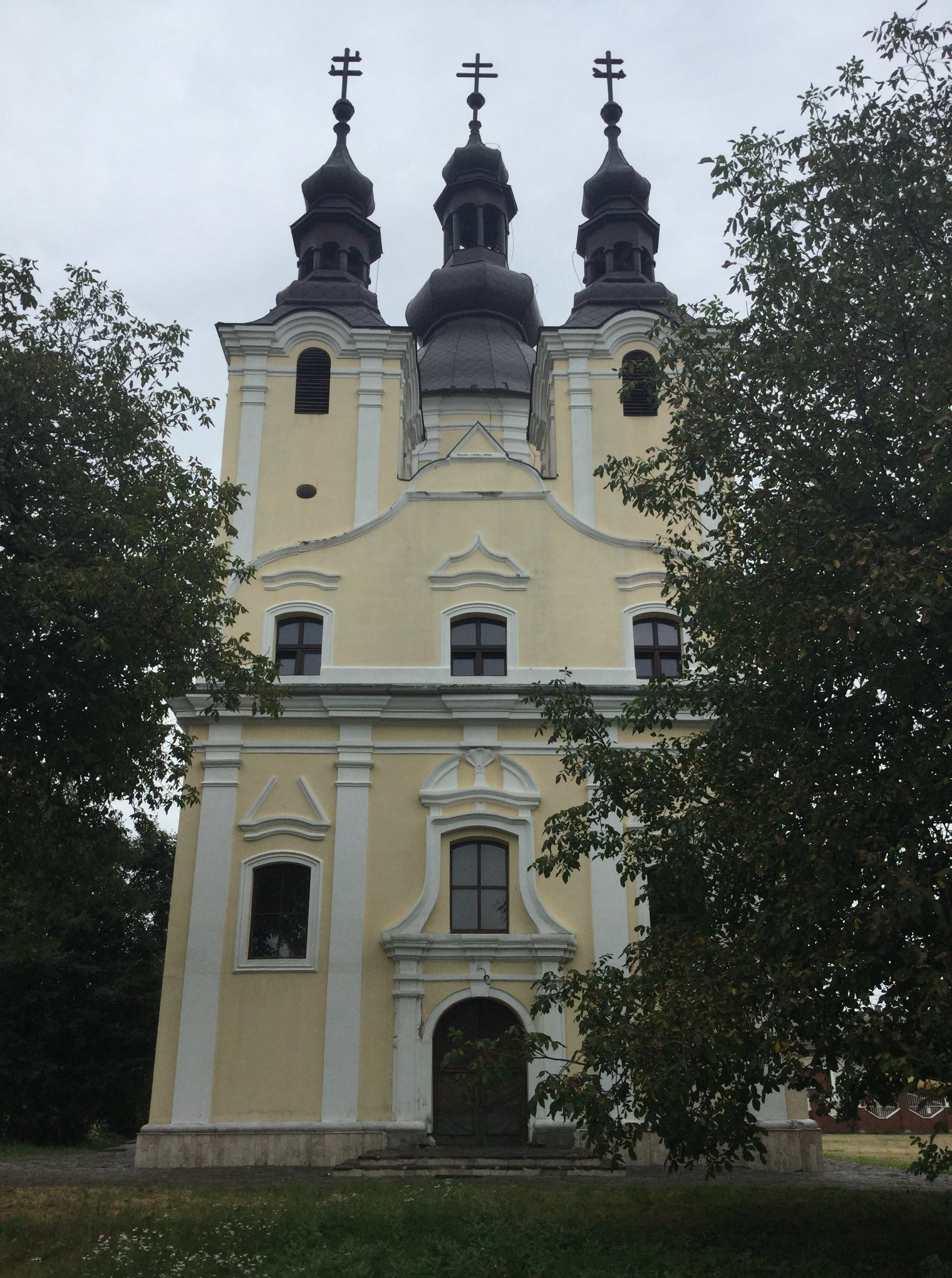
Biserica greco-catolică ruteană din Carei

Rutenii (sau rusinii) din România sunt o minoritate etnică care este concentrată în Maramureș. Conform recensământului din 2002, 262 de oameni s-au identificat a fi „ruteni/rusini”. Totodată, 3.890 de cetățeni români s-au considerat huțuli, considerați un subgrup al rutenilor. Este greu de calculat numărul real al rutenilor, întrucât mulți dintre aceștia se considera ucraineni. Conform unor surse, numărul acestora depășește 4.000. De asemenea, în ultimii ani, a crescut numărul de oameni născuți în Ucraina care s-au stabilit în România, dintre care o parte pot fi ruteni.

## Personalități
- Teodor Romja (1911-1947), episcop greco-catolic, victimă a NKVD